# باشگاه فوتبال اوکلند
باشگاه فوتبال اوکلند یک باشگاه فوتبال حرفه‌ای مستقر در اوکلند، نیوزیلند است که در لیگ مردان ای-لیگ رقابت می‌کند. این باشگاه که در ۱۴ مارس ۲۰۲۴ تأسیس شد، تحت مجوز لیگ‌های حرفه‌ای استرالیا است. زمین اصلی باشگاه، ورزشگاه مونت اسمارت است که در حال حاضر به دلایل حمایت مالی، ورزشگاه گو مدیا شناخته می‌شود.
اوکلند در نوامبر ۲۰۲۳، به عنوان بخشی از گسترش مسابقات مرحله سوم، مجوز ای-لیگ را تحت مالکیت منتخبش، بیل فولی، دریافت کرد.
رقیب اصلی این باشگاه ولینگتون فونیکس هستند. رقابت این دو باشگاه را کیوی کلاسیکو می‌نامند.